# 테리촐라
테리촐라 (Terricciola) 이탈리아 토스카나주의 피사도에 위치한 코무네 (지방자치단체)이다. 피렌체에서 남서쪽 약 50 킬로미터 (31 mi) 피사에서 동남쪽 약 30 킬로미터 (19 mi) 거리에 있다.
카판놀리, 카시아나테르메라리, 키안니, 라야티코, 페촐리와 경계를 이루고 있다.